# Parafia św. Maksymiliana w Koninie
Parafia Świętego Maksymiliana w Koninie – rzymskokatolicka parafia w Koninie, należąca do diecezji włocławskiej i dekanatu konińskiego III. Powołana w 1977 roku. Obsługiwana przez księży diecezjalnych.

## Duszpasterze
- proboszcz: ks. kanonik Radosław Cyrułowski (od 2020) - dziekan dekanatu konińskiego III
- wikariusz: ks. Łukasz Dzikiewicz (od 2024)
- wikariusz: ks. Mariusz Nowacki (od 2024)
- rezydent: ks. Artur Kosierb (od 2023)[1]

## Kościoły
- kościół parafialny: Kościół św. Maksymiliana Kolbe w Koninie